# Еталон ялицево-смерекового насадження (Надвірнянський район, Максимецьке лісництво)
Еталон ялицево-смерекового насадження — ботанічна пам'ятка природи місцевого значення. Об'єкт розташований на території Надвінянського району Івано-Франківської області, Максимецьке лісництво, квартал 13, виділ 3.
Площа — 3,8000 га, статус отриманий у 1972 році.